# Кодо (Бразилия)

Кодо на карте штата.

Кодо (порт. Codó) — муниципалитет в Бразилии, входит в штат Мараньян. Составная часть мезорегиона Восток штата Мараньян. Входит в экономико-статистический микрорегион Кодо. Население составляет 118 038 человек на 2010 год. Занимает площадь 4361,340 км². Плотность населения — 27,06 чел./км².

## Демография
Согласно сведениям, собранным в ходе переписи 2010 г. Национальным институтом географии и статистики (IBGE), население муниципалитета составляет:
| Полное население                               | Полное население                               | Полное население                               | Полное население                               | 118 038 |
| ---------------------------------------------- | ---------------------------------------------- | ---------------------------------------------- | ---------------------------------------------- | ------- |
| в том числе:                                   | Городское население                            | 81 045                                         | Процент городского населения, %                | 68,66   |
|                                                | Сельское население                             | 36 993                                         | Процент сельского населения, %                 | 31,34   |
|                                                | Мужское население                              | 57 403                                         | Процент мужского населения, %                  | 48,63   |
|                                                | Женское население                              | 60 635                                         | Процент женского населения, %                  | 51,37   |
| Плотность населения, чел/км²                   | Плотность населения, чел/км²                   | Плотность населения, чел/км²                   | Плотность населения, чел/км²                   | 27,06   |
| Население муниципалитета в % к населению штата | Население муниципалитета в % к населению штата | Население муниципалитета в % к населению штата | Население муниципалитета в % к населению штата | 1,80    |

По данным оценки 2016 года, население муниципалитета составляет 120 548 жителей.

## История
Город основан 16 апреля 1896 года.

## Статистика
- Валовой внутренний продукт на 2014 год составляет 77 437 000,00 реалов (данные: Бразильский институт географии и статистики)[1].
- Валовой внутренний продукт на душу населения на 2014 год составляет 7802,14 реала (данные: Бразильский институт географии и статистики)[1].
- Индекс человеческого развития на 2010 год составляет 0,624 (данные: Программа развития ООН)[2].

## География

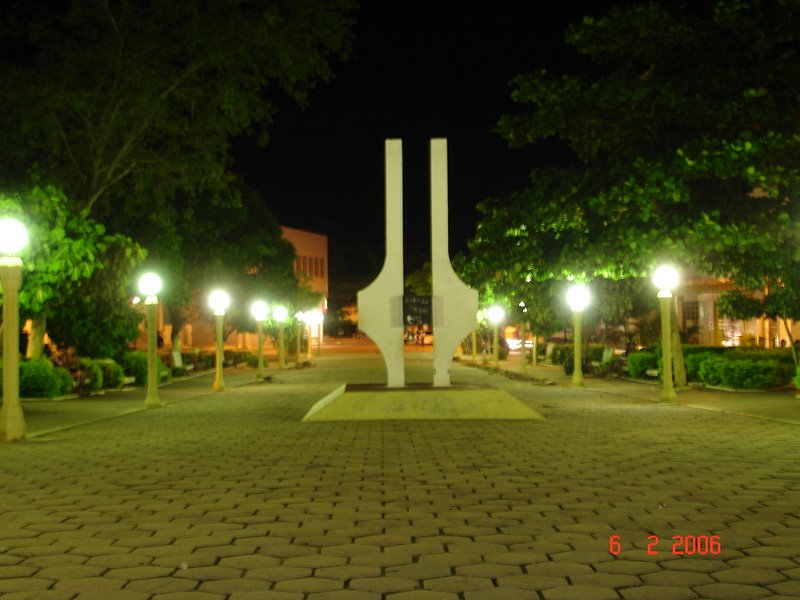

Климат местности: экваториальный.